# 博讷钟楼
博讷钟楼（Tour de l'horloge de Beaune）是法国勃艮第科多尔省博讷的一座历史建筑，建于13-14世纪，位于马雷街。
博讷钟楼于1885年8月27日列为法国历史古迹。

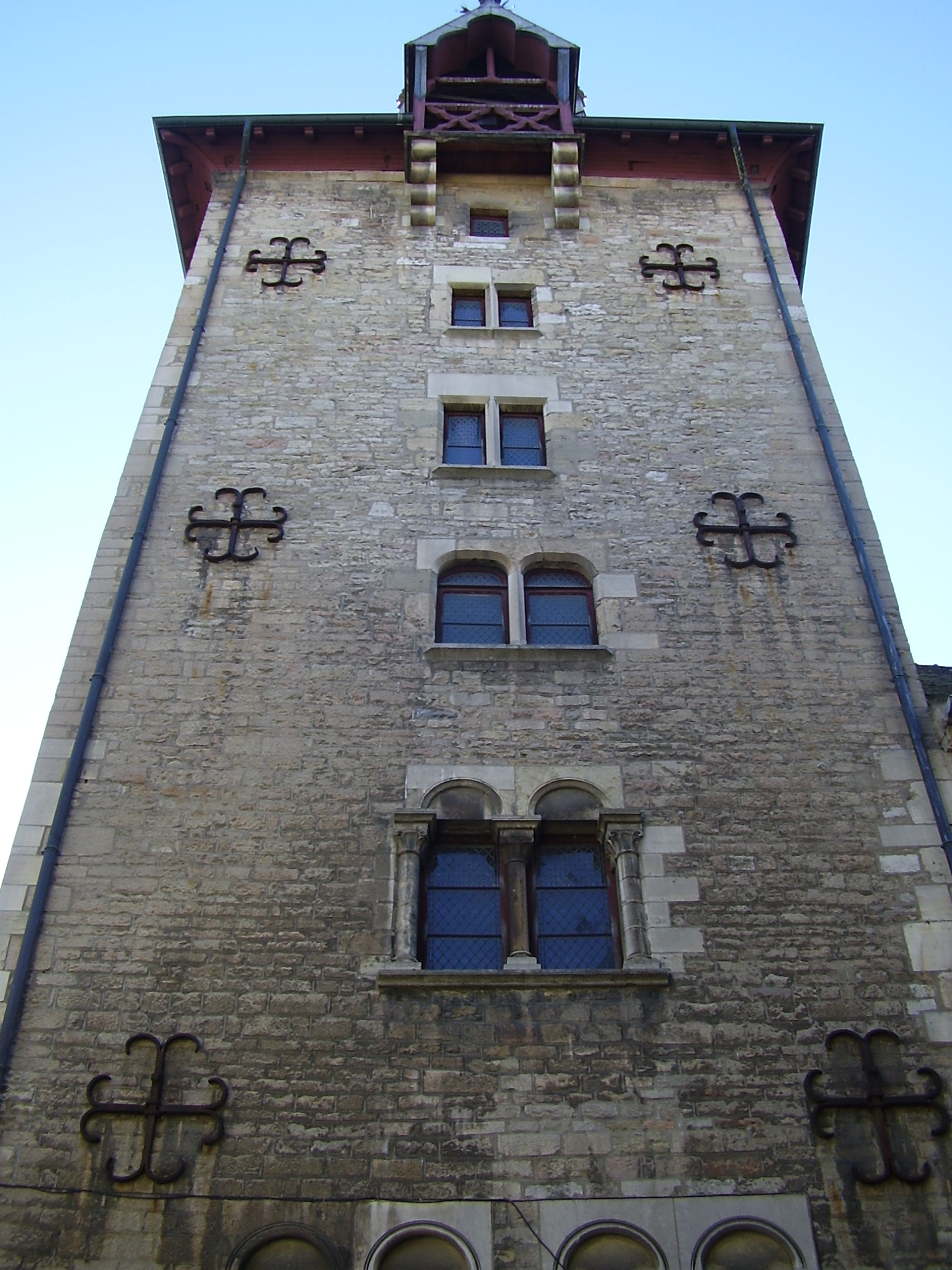